# セブンヒルズ
株式会社セブンヒルズ（SEVENHILLS）は、東京都新宿区に本社を構えるインターネットサイト運営会社である。

## 概要
2012年4月に設立。インターネットを使った航空券販売サイト運営（撤退）、酵素ドリンクの販売と、インターネットサイトを使っての商品の管理、販売と共に宣伝活動、新商品の開発などを行っている。

## 航空券販売サイト
- 格安航空券ドットコム（H24/5/1 - H25/5/31、現在は閉鎖）
- 国内航空券ドットコム（H24/7/1 - H25/5/31、同）

## 酵素ドリンク販売サイト
- 美ライフ

## 沿革
- 2012年（平成24年4月） - 千葉県市川市に株式会社セブンヒルズを設立する。
- 2012年（平成24年11月） - 東京都新宿区に本店を移転。